# Thomas Turner (Politiker)
Thomas Turner (* 10. September 1821 in Richmond, Madison County, Kentucky; † 11. September 1900 in Mount Sterling, Kentucky) war ein US-amerikanischer Politiker. Zwischen 1877 und 1881 vertrat er den Bundesstaat Kentucky im US-Repräsentantenhaus.

## Werdegang
Thomas Turner besuchte zunächst die Richmond Academy und dann bis 1840 das Centre College in Danville. Nach einem anschließenden Jurastudium an der Transylvania Law School in Lexington und seiner 1842 erfolgten Zulassung als Rechtsanwalt begann er in Richmond in diesem Beruf zu arbeiten. Von 1845 bis 1846 war er als Staatsanwalt tätig. Danach nahm er als einfacher Soldat am Mexikanisch-Amerikanischen Krieg teil. Im November 1854 zog Turner nach Mount Sterling, wo er als Rechtsanwalt praktizierte. Politisch war er Mitglied der Demokratischen Partei. Zwischen 1861 und 1863 war er Abgeordneter im Repräsentantenhaus von Kentucky.
Bei den Kongresswahlen des Jahres 1876 wurde Turner im neunten Wahlbezirk von Kentucky in das US-Repräsentantenhaus in Washington, D.C. gewählt, wo er am 4. März 1877 die Nachfolge des Republikaners John D. White antrat. Nach einer Wiederwahl im Jahr 1878 konnte er bis zum 3. März 1881 zwei Legislaturperioden im Kongress absolvieren. Bei den Wahlen des Jahres 1880 unterlag er seinem Vorgänger White, der damit auch sein Nachfolger im US-Repräsentantenhaus wurde. Nach seinem Ausscheiden aus dem Kongress zog sich Thomas Turner aus der Politik zurück. In den folgenden Jahren betätigte er sich wieder als Anwalt. Er starb im September 1900 in Mount Sterling.